# Manoir de Lestrenic
Le manoir de Lestrenic est un édifice situé à Séné en France.

## Localisation
Le manoir est situé sur le territoire de la commune de Séné, au lieu-dit au sud de Saint-Laurent, dans le département du Morbihan en région Bretagne.

## Description
Le manoir date des XVe et XVIIe siècles, logis en granite enduit à un étage carré et sous-sol, élévation ordonnancée, terrasse et jardin reliés par escalier isolé ; communs en granite enduit en rez-de-chaussée ; puits en pierre de taille. Toiture à longs pans recouverte d'ardoises, croupe. Escalier dans-œuvre : escalier tournant à retours avec jour.

## Historique
Mentionné en 1385. Un premier manoir est construit en 1431, d'après les comptes ducaux, pour Jean de Vannes, conseiller du duc Jean V. Vendu au duc Pierre II en 1452. En ruine depuis 1600, les pierres sont données en 1614 pour l'édification du couvent de Limoges des capucins à Vannes. Donné en 1634 aux jésuites par le roi. Manoir reconstruit en 1642, très restauré au XIXe siècle (escalier, façades). Au début du XXe siècle : rajout d'un avant-corps à l'ouest. Communs du XIXe siècle. Puits du XVIIe siècle. En 1810, le manoir ne comporte qu'un corps de bâtiment de communs, au sud. En 1844, le logis avait deux avant-corps à l'ouest, disparus et deux corps de communs à l'entrée de la cour à l'ouest.
Il est inscrit à l'inventaire général du patrimoine culturel.